# Martin Theodoor Houtsma
Martin Theodoor Houtsma (Rauwerderhem, 15 gennaio 1851 – Utrecht, 9 febbraio 1943) è stato un arabista, islamista e turcologo olandese.
Membro della Koninklijke Nederlandse Akademie van Wetenschappen (Accademia Reale delle Scienze e delle Arti dei Paesi Bassi), è noto per essere stato uno dei cinque curatori della prima edizione della The Encyclopaedia of Islam.

## Opere scelte
- De strijd over het dogma in den Islam tot op el-Ashcari (La battaglia per il dogma nell'Islam di al-Ashʿarī), Leida, 1875
- Histoire des Seldjoucides de l'Iraq. Leida, 1889
- "Bilder aus einem Persischen Fālbuch" (Immagini da un libro persiano). In: Internationales Archiv für Ethnographie, vol. III, 1890
- De Ontwikkelingsgang der hebreeuwsche taalstudie (Lo sviluppo dello studio della lingua ebraica), Utrecht, 1890
- "Some Remarks on the History of the Saljuks". In: Acta Orientalia 3 (1924)